# Drei Schwestern (Oper)
Drei Schwestern (russisch: Три сестры, Tri sestry; international übliche Schreibweise: Tri Sestri) ist eine Oper in einem Prolog und drei Sequenzen, komponiert von Péter Eötvös mit einem Libretto von Claus H. Henneberg, Krzysztof Wiernicki und dem Komponisten nach Anton Tschechows Drama Drei Schwestern. Die Uraufführung fand am 13. März 1998 in der Opéra de Lyon statt.

## Handlung
Vor elf Jahren ist die Familie Prozorow mit den drei Schwestern Olga, Mascha und Irina und ihrem Bruder Andrej aus Moskau in die Provinz gezogen. Dort leiden sie zutiefst unter Langeweile. Ihr Vater ist ein Jahr zuvor verstorben. Mascha ist mit dem Gymnasialprofessor Kulygin verheiratet. Andrej hat sein Geigenstudium und seinen Plan einer Universitätslaufbahn aufgegeben, eine Stelle in der Verwaltung angenommen und sich mit der kleinbürgerlichen Natascha vermählt. Irina, die jüngste Tochter, arbeitet als Telegrafistin. Zu ihrer Namenstagsfeier kommen einige Offiziere der örtlichen Garnison und andere Gäste zu Besuch. Der unglücklich verheiratete neue Kommandant Alexander Werschinin macht Mascha den Hof. Der sanfte Oberleutnant Baron Tusenbach und der aggressive Hauptmann Soljony werben um Irina. Nach einem Streit tötet Soljony Tusenbach im Duell.
Eötvös’ Oper spielt im Salon und im Garten des Landhauses der Geschwister. Sie zeigt die sich in Tschechows Vorlage im Verlauf von vier Jahren abspielende Handlung drei Mal hintereinander aus den Blickwinkeln von Irina, Andrej bzw. Mascha.

### Prolog
Die drei Schwestern denken über die Leere in ihrem Leben nach (Nr. 1). Sie trösten sich damit, dass ihr jetziges Leiden das Glück späterer Generationen begründen werde.

### Erster Teil: Irinas Sequenz
Irina sehnt sich nach einer Rückkehr nach Moskau und eine dortige Begegnung mit ihrem Traummann (Nr. 2). Olga weist sie auf den zuverlässigen Baron Tusenbach hin. Sie meint, man solle eher aus Pflicht statt aus Liebe heiraten. Mascha hört zu, während sie vor sich hin pfeift.
Im Hintergrund der Bühne schleicht ihre Schwägerin Natascha mit einer Kerze in der Hand vorbei („Refrain“ Nr. 3). Das erinnert Mascha an das gerade in der Stadt wütende Feuer, und sie bemerkt ironisch, dass vielleicht Natascha die Brandstifterin sei.
Nun treffen Maschas Ehemann (der Lehrer Kulygin) und die zur Feier von Irinas Namenstag geladenen Gäste ein, darunter Baron Tusenbach, der Kommandant Werschinin, der Hauptmann Soljony und der Arzt Tschebutykin. Sie berichten, dass die Soldaten der Garnison den Brand bekämpfen. Tusenbach teilt den Anwesenden mit, dass die Brigade in Kürze nach Polen verlegt werden solle. Der bereits betrunkene Tschebutykin zerbricht versehentlich eine Glasuhr. Werschinin und Mascha kommen sich näher (Nr. 4). Irina fordert den gerade eintreffenden Soljony auf, wieder zu gehen. Dieser weigert sich jedoch mit einem Hinweis auf Tusenbach, der bleiben dürfe. Tusenbach bemüht sich um Versöhnung, doch Soljony sucht nun Streit mit dem Doktor und kurz darauf auch mit Andrej (Nr. 5). Natascha informiert Tschebutykin über eine Krankheit von Andrejs Sohn Bobik. Davon erfahren nach und nach auch die anderen, und die meisten brechen auf. Mascha allerdings glaubt nicht an eine echte Krankheit, sondern geht davon aus, dass Natascha ihren Sohn verhätschelt.
Nachdem Ruhe eingekehrt ist, bemüht sich der leicht betrunkene Tusenbach um Irina (Nr. 6). Er spricht davon, seinen Müßiggang zu beenden, um ihrer würdig zu werden. Der zurückgekehrte Soljony attackiert Tusenbach mit zynischen Sprüchen, und Tschebutykin führt Tusenbach fort. Nun gesteht Soljony Irina seine Liebe (Nr. 7). Als sie ihn abweist, schwört er, dass er einen etwaigen glücklicheren Rivalen töten werde. Er zieht sich zurück.
Natascha glaubt, dass die Krankheit ihres Sohnes von seinem zu kalten Kinderzimmer verursacht wurde. Sie bittet Irina, für einige Zeit in Olgas Zimmer zu ziehen, damit Bobik ihr eigenes Zimmer erhalten könne (Nr. 8). Doch als Anfisa die Ankunft ihres Geliebten Protopopow meldet, eilt sie fort.
Rodé und Fedotik verabschieden sich im Garten von Tusenbach, Kulygin und Irina (Nr. 9). Am nächsten Tag sollen die letzten drei Batterien der Garnison abziehen. Irina und Tusenbach wollen heiraten und nach Moskau ziehen. Die Offiziere gehen hinaus. Kurz darauf berichtet Kulygin, dass Soljony Streit mit Tusenbach gesucht habe (Nr. 10). Soljony kommt herein, parfümiert symbolhaft seine „nach dem Tod“ stinkenden Hände und holt den Doktor ab, um dem bevorstehenden Duell beizuwohnen. Tusenbach verabschiedet sich von Irina im Bewusstsein, dass sie ihn nicht wirklich liebt (Nr. 11). Irina kann ihm nur versichern, dass sie ihm eine treue Gattin wäre. Das Gefühl der Liebe habe sie noch nicht kennengelernt. Er macht sich auf den Weg zum Duellplatz. Kurz darauf fällt ein Schuss. Tschebutykin informiert Olga und Irina über den Tod Tusenbachs (Nr. 12).

### Zweiter Teil: Andrejs Sequenz
Die drei Schwestern klagen über das Verhalten ihres Bruders Andrej, der wegen seiner Frau Natascha seinen Traum einer Professorenstellung zugunsten eines einfachen Verwaltungspostens in der Provinz aufgegeben hat (Nr. 13).
Im Hintergrund der Bühne schleicht ihre Schwägerin Natascha mit einer Kerze in der Hand vorbei („Refrain“ Nr. 14). Das erinnert Mascha an das gerade in der Stadt wütende Feuer, und sie bemerkt ironisch, dass vielleicht Natascha die Brandstifterin sei.
Noch erschüttert von dem Brand stürmt Andrej herein und verlangt eine Aussprache mit den Schwestern (Nr. 15). Er ärgert sich über deren Verhalten seiner Frau gegenüber und will sich auch für seine Berufswahl rechtfertigen. Diese haben jedoch kein Interesse an einem Gespräch. Mascha verlässt das Zimmer für ein Rendezvous mit Werschinin, und Olga muss die alte Amme Anfisa beruhigen, die ihre Entlassung befürchtet. Da erscheint Natascha, besorgt um ihren Sohn Bobik, und wirft Anfisa ihre Nutzlosigkeit vor (Nr. 16). Olga jedoch verteidigt die Amme vehement, die bereits seit dreißig Jahren bei ihnen arbeite. Natascha bleibt nichts anderes übrig, als unter wütenden Drohungen hinauszustürzen.
Jetzt kommen Tusenbach, Kulygin, Fedotik, Rodé und der angetrunkene Tschebutykin (Nr. 17). Letzterer fühlt sich schuldig am Tod einer Patientin. Er zerbricht versehentlich eine Glasuhr – ein Erbstück der verstorbenen Mutter der Schwestern. Zusammen mit Soljony kehrt Natascha zurück (Nr. 18). Sie schwärmt ihm von ihrem kleinen Bobik vor. Eine zynische Bemerkung Soljonys über ihren Sohn verletzt sie tief.
Nachdem sich die anderen zurückgezogen haben, vertraut Andrej dem Doktor an, dass er sich wegen seiner nachlassenden Liebe zu Natascha sorge („Recitativo“ Nr. 19). Tschebutykin rät ihm, alles stehen und liegen zu lassen und weit fort zu reisen. Andrej stellt fest, dass er sein gegenwärtiges ödes Leben nicht mehr ertragen kann („Andrejs Monolog“ Nr. 20). Sein einziger Trost ist die Hoffnung auf ein besseres Leben in der Zukunft.
Erneut erscheint Natascha und bittet um Ruhe, weil ihre Tochter Sophie bereits schlafe (Nr. 21). Doch als ihr Liebhaber Protopopow gemeldet wird, verlässt sie selbst lautstark das Zimmer. Andrej und der Doktor gehen zum Spiel in die Stadt.

### Dritter Teil: Maschas Sequenz
Bei der Feier von Irinas Namenstag stellt Tusenbach den Anwesenden den neuen Kommandanten Werschinin vor („Im Teesalon“ Nr. 22). Dieser ist ein alter Moskauer Bekannter der Familie. Mascha, die gelangweilt vor sich hin pfeift und eigentlich bereits gehen wollte, bleibt nun doch, und Irina holt auch Olga hinzu. Irina erhält Geschenke, und Maschas Mann Kulygin gibt ihr das gleiche wie im vergangenen Jahr. Kulygin versichert Mascha seine Liebe und bittet sie, am Abend mit ihm den Schuldirektor zu besuchen (Nr. 23). Sie stimmt nur widerstrebend zu.
Nachdem Kulygin gegangen ist, fordert Werschinin Anfisa mehrfach auf, ihm Tee zu bringen (Nr. 24). Während er wartet, unterhält er sich mit Mascha. Beide sind mit ihrem Eheleben unzufrieden. Mascha langweilt sich mit Kulygin, und Werschinins Frau droht häufig mit Selbstmord. Mascha und Werschinin fühlen sich zueinander hingezogen. Doch gerade als Werschinin ihr seine Liebe erklärt, bringt Anfisa den Tee und einen Brief mit der Nachricht, dass seine Frau wieder einmal Gift genommen habe. Werschinin verabschiedet sich von Mascha. Natascha macht ihr Vorwürfe wegen ihres Gesprächs mit Werschinin.
In der Brandnacht offenbart Mascha ihren Schwestern ihr Verhältnis mit Werschinin (Nr. 25). Olga weigert sich, ihr zuzuhören. Sie selbst ist zwar unverheiratet, wäre ihrem Mann aber unbedingt treu.
Vor dem Abzug der Garnison verabschiedet sich Werschinin im Garten von den Schwestern („Im Garten (3. Abschied)“ Nr. 26). Vor allem Mascha nimmt dies so mit, dass sie in Tränen ausbricht und von ihren Schwestern und Kulygin getröstet werden muss. Mascha pfeift in ihrer Resignation vor sich hin.

## Gestaltung

### Musiknummern
In der Partitur sind die folgenden Musiknummern aufgeführt:
Prolog
- Nr. 1 – Olga, Mascha, Irina, später ganz kurz Natascha

Erster Teil: Irinas Sequenz
- Nr. 2 „Sequenz Irina“ – Olga, Mascha, Irina
- Nr. 3 „Refrain“ – Mascha, Irina, Natascha
- Nr. 4 „Feuermusik“ – Mascha, Irina, Tusenbach, Werschinin, Kulygin, Soljony, Doktor
- Nr. 5 – Olga, Mascha, Irina, Natascha, Andrej, Tusenbach, Werschinin, Kulygin, Soljony, Doktor, Fedotik, Rodé, Anfisa
- Nr. 6 – Irina, Tusenbach, Soljony, Doktor
- Nr. 7 – Irina, Soljony
- Nr. 8 – Irina, Natascha, Soljony, Anfisa
- Nr. 9 „Im Garten (1. Abschied)“ – Irina, Tusenbach, Kulygin, Doktor, Fedotik, Rodé, Anfisa
- Nr. 10 „Im Garten“ – Irina, Kulygin, Soljony, Doktor
- Nr. 11 „Im Garten (2. Abschied)“ – Irina, Tusenbach
- Nr. 12 „Im Garten“ – Irina, Olga, Doktor

Zweiter Teil: Andrejs Sequenz
- Nr. 13 – Irina, Mascha, Olga 108
- Nr. 14 „Refrain“ – Irina, Mascha, Olga, Natascha
- Nr. 15 – Olga, Mascha, Irina, Andrej, die Stimme Werschinins, Kulygin, Anfisa
- Nr. 16 – Natascha, Olga, Irina, Anfisa
- Nr. 17 – Olga, Irina, Werschinin, Tusenbach, Doktor, Kulygin, Fedotik, Rodé
- Nr. 18 – Natascha, Irina, Doktor, Soljony, Tusenbach, Werschinin, Kulygin, Rodé, Fedotik
- Nr. 19 „Recitativo“ – Andrej, Doktor
- Nr. 20 „Andrejs Monolog“
- Nr. 21 – Natascha, Andrej, Doktor, Anfisa

Dritter Teil: Maschas Sequenz
- Nr. 22 „Im Teesalon“ – Olga, Mascha, Irina, Werschinin, Tusenbach, Doktor, Soljony, Fedotik, Rodé, Anfisa
- Nr. 23 – Olga, Mascha, Irina, Werschinin, Tusenbach, Kulygin, Doktor, Soljony, Fedotik, Rodé
- Nr. 24 – Mascha, Werschinin, Anfisa, Natascha
- Nr. 25 – Mascha, Olga
- Nr. 26 „Im Garten (3. Abschied)“ – Irina, Olga, Mascha, Werschinin, Kulygin

### Besetzung
Die Instrumente verteilen sich auf zwei Gruppen. Ein „Ensemble“ aus 18 Musikern befindet sich im Orchestergraben. Die beiden Schlagzeuger sitzen darin links und rechts. 50 weitere Instrumentalisten spielen in einem „Orchester“ hinter der Szene. Auch hier sitzen die Schlagzeuger auf der linken und rechten Seite. Außerdem sind die Streicher in eine linke und eine rechte Gruppe unterteilt.
Die Instrumente des Ensembles repräsentieren laut Angabe in der Partitur jeweils einen oder mehrere der Charaktere. Der Sänger der Anfisa singt mit Mikrophon („Microport“) und elektroakustischer Verstärkung.
Ensemble
- Holzbläser
  - Flöte, auch Altflöte in G (repräsentiert Olga)
  - Oboe, auch Englischhorn (repräsentiert Irina)
  - Klarinette in A, auch kleine Klarinette in Es (repräsentiert Mascha, Kulygin)
  - Bassklarinette, auch Kontrabassklarinette (repräsentiert Mascha, Kulygin)
  - Fagott (repräsentiert Andrej)
  - Sopransaxophon (repräsentiert Natascha)
- Blechbläser
  - zwei Hörner (repräsentieren Tusenbach)
  - Flügelhorn, auch Trompete in B (repräsentiert Werschinin)
  - Tenor-Bass-Posaune (repräsentiert den Doktor)
- Schlagzeug, zwei Spieler (repräsentieren Soljony)
  - Links: sechs Tomtoms, kleine Trommel, große Trommel, Tambour de basque (Tenor), zwei Pauken, zwei kleine hängende Becken (ungefähr 10–13 cm Durchmesser), zwei Templeblocks, großes hängendes Becken, drei Buckelgongs, Triangel, zwei Styroporblöcke
  - Rechts: sechs Tomtoms, kleine Trommel, große Trommel, Tambour de basque (Sopran), Pauke, Löwengebrüll, Kuhglocken, zwei Maracas, drei Buckelgongs, Triangel, zwei Styroporblöcke
  - Außerdem links oder rechts: zerbrechendes Porzellan
- Akkordeon (elektroakustisch verstärkt)
- E-Piano (Yamaha Clavinova, elektroakustisch verstärkt)
- Streicher (solistisch):
  - Violine
  - Viola (repräsentieren die drei Schwestern)
  - Violoncello
  - Kontrabass (repräsentiert Anfisa)

Orchester
- Holzbläser: zwei Flöten (auch Piccolo), zwei Oboen, zwei Klarinetten, zwei Fagotte (auch Kontrafagott)
- Blechbläser: zwei Hörner, zwei Trompeten, zwei Posaunen, Basstuba
- Schlagzeug (zwei Spieler)
  - Links: Vibraphon, Crotales, kleine Trommel, große Trommel, ein Paar Becken, zwei chinesische Becken, zwei hängende Becken, zwei Tamtams, zwei Maracas, Regenmacher
  - Rechts: Maracas, Röhrenglocken, Glockenspiel, kleine Trommel, große Trommel, chinesisches Becken, zwei hängende Becken, zwei Tamtams, zwei Maracas, Regenmacher, chinesisches Tomtom
- E-Piano und CD-Spieler (elektroakustisch verstärkt)
- Streicher: acht Violinen I, acht Violinen II, sechs Bratschen, sechs Violoncelli, vier Kontrabässe

### Struktur
Die historischen Bezüge der Vorlage fehlen in der Opernfassung. Die Handlung bezieht sich ausschließlich auf die Träume und Hoffnungen der Hauptfiguren, die aus der Sicht von Irina, Andrej und Mascha erzählt werden. Die Sicht Olgas fehlt, da sie dem Komponisten zufolge keine Träume besitzt bzw. „überall ist, aber keine Tragödie hat“. Ein wichtiges Thema sind die unterschiedlichen Dreiecksbeziehungen, in denen sich die Figuren befinden: Irina/Tusenbach/Soljony, Mascha/Kulygin/Werschinin und Andrej/Schwestern/Natascha. Olgas Satz am Ende von Tschechows Vorlage („Aus unserem Leide wird Freude sprühen für all‘ die später Lebenden“) findet sich bei Eötvös bereits am Anfang des Prologs. Jede der drei Sequenzen endet mit einer Abschiedsszene.
Trotz der Aufteilung in einzelne musikalische Nummern ist die Oper durchkomponiert. Die abstrakt gehaltenen Szenen werden durch verschiedene wiederkehrende Elemente zusammengehalten, die eine Orientierung ermöglichen. Dazu zählen beispielsweise Nataschas nächtlicher Auftritt mit der Kerze (ähnlich der schlafwandelnden Lady Macbeth in Shakespeares Macbeth), Tschebutykins Unfall mit der Glasuhr (ein Symbol für die alte Zeit) und das herausfordernde Pfeifen Maschas in Reaktion auf alle Negative.
Eötvös verzichtet auf jede Art von Naturalismus. Einzig ein Akkordeonspieler auf der Bühne erzeugt eine „russische Atmosphäre“, die aber nicht folkloristisch ist und zudem durch Elektronik verfremdet wird – der Klang wird über Lautsprecher vom Schnürboden abgestrahlt. Durch die Besetzung sämtlicher Frauenrollen mit männlichen Sängern (Countertenören bzw. einem Bass für Anfisa) sorgt er für ein Maximum an Verfremdung. Eötvös gestattete allerdings auch Aufführungen mit Sängerinnen anstelle der Countertenöre.
Entsprechend der in der Partitur angegebenen Zuordnung der Instrumente des Kammerensembles zu den Charakteren repräsentieren Holzbläser die Familienmitglieder und Blechbläser die Offizieren. Dem romantisch veranlagten Tusenbach ist das Horn zugewiesen, dem aggressiven Soljony das Schlagzeug.
Obwohl Eötvös keine schlichten Wiederholungen verwendet, gibt es an verschiedenen Stellen wiedererkennbare Motive, die je nach Zusammenhang unterschiedliche Formen annehmen. Ein Beispiel ist die Liebeserklärung Werschinins an Mascha, die auf Motivik der vorangegangenen Liebesbeteuerung Kulygins zurückgreift. Die Motive basieren oft auf der russischen Sprachmelodie. Die Aufteilung des Orchesters ermöglicht „tiefenperspektivische“ Klangeffekte. Der Brand in der Stadt wird mit Hilfe eines CD-Spielers durch reale Geräusche von Hupen oder Sirenen tonmalerisch dargestellt. Am Anfang der dritten Sequenz gibt es eine Bühnenmusik für die Teetassen der Charaktere. In der ersten Sequenz zitiert Eötvös die Arie des Gremin aus Tschaikowskis Eugen Onegin, die bereits in Tschechows Vorlage vorkommt. Die vokale Klangsprache variiert vielfältig zwischen Sprechen und Gesang, wodurch ein „rasch dahineilender Konversationston“ entsteht. Der Prolog der Schwestern und Andrejs Monolog am Schluss der zweiten Sequenz verweisen auf den Belcanto. Das schon im Prolog vorgestellte musikalische Grundmaterial der Oper ist eine Quinte mit wechselnder Mittelterz.

## Werkgeschichte
Péter Eötvös erhielt den Auftrag zu dieser seiner ersten großen Oper bereits 1988 von der Opéra de Lyon. Die Komposition erstellte er innerhalb von fünf Jahren in enger Zusammenarbeit mit den Sängern und dem Regisseur. Das Libretto schrieb er in deutscher Sprache zusammen mit Claus H. Henneberg. Es wurde anschließend von Krzysztof Wiernicki ins Russische rückübersetzt.
In Lyon fand am 13. März 1998 auch die Uraufführung in russischer Sprache unter der musikalischen Leitung von Kent Nagano statt. Ushio Amagatsus Inszenierung war vom japanischen Kabuki-Theater inspiriert. Wie vom Komponisten vorgesehen, übernahmen Countertenöre die Rollen der Schwestern und der Schwägerin. Es sangen Oleg Riabets (Irina), Vyacheslav Kagan-Paley (Mascha), Alain Aubin (Olga), Albert Schagidullin (Andrej), Gary Boyce (Natascha), Nikita Storojev (Kulygin), Jan Alofs (Anfisa), Dietrich Henschel (Tusenbach), Denis Sedov (Soljony), Wojciech Drabowicz (Werschinin), Peter Hall (Tschebutykin), Ivan Matiakh (Rodé) und Marc Duguay (Fedotik). Ein Audio-Mitschnitt wurde auf CD veröffentlicht.:4641 Die Produktion war so erfolgreich, dass die Oper von der deutschen Kritik zum „wichtigsten neuen Werk des Jahres 1998“ gewählt wurde.
Die deutsche Erstaufführung gab es am 13. Oktober 1999 an der Deutschen Oper am Rhein Düsseldorf in deutscher Sprache unter der musikalischen Leitung von Wen-Pin Chien und Günther Albers in einer Inszenierung von Inga Levants. Hier wurden die Schwestern von Frauen gesungen – laut Programmheft, um die Aufführung „wieder stärker der Tschechow-Vorlage, die beide Ebenen, die ideelle und die reale, in sich vereint“, anzunähern. Mit Stand vom März 2016 gab es bereits Aufführungen in 27 Städten.
- 1999: Nationale Reisopera an mehreren niederländischen Orten – Regie: Stanislas Nordey, Dirigenten: Zoltán Peskó und Jonathan Stockhammer; mit männlichen Sängern[4][2]
- 2000: Ungarische Staatsoper Budapest – in ungarischer Sprache; mit Frauenstimmen[2]
- 2000: Hamburgische Staatsoper – Dirigenten: Ingo Metzmacher und Boris Schäfer; Übernahme der Produktion der Reisopera;[2] hier auch 2001 und 2006
- 2000: Theater Freiburg – Dirigenten: Kwarné Ryan und Errico Fresis; Inszenierung: Gerd Heinz; mit Frauenstimmen, in russischer Sprache[2]
- 2001: Zagreb Festival – Gastspiel der Budapester Produktion[5]
- 2001: Edinburgh Festival – Gastspiel der Budapester Produktion[5]
- 2001: Théâtre du Châtelet Paris – Inszenierung der Uraufführung[5]
- 2002: Brüsseler Opernhaus La Monnaie/De Munt – Inszenierung der Uraufführung[5]
- 2002: Wiener Festwochen
- 2002: Staatstheater Kassel – Regie: István Szabó; zusammen mit dem Schauspiel Tschechows, mit Frauenstimmen[4]
- 2005: Stadttheater Bern
- 2007–2008: Oldenburgisches Staatstheater
- 2010: Prinzregententheater München
- 2010: Theater Koblenz
- 2011: Staatsoper Unter den Linden Berlin
- 2013: Opernhaus Zürich
- 2016: Wiener Staatsoper – Dirigenten: Péter Eötvös, Jonathan Stockhammer; Regie: Yuval Sharon; mit Frauenstimmen[10]
- 2018: Teatro Colón Buenos Aires – Dirigenten: Christian Schumann und Santiago Santero, Inszenierung: Rubén Szuchmacher, mit Frauenstimmen[11]
- 2018: Oper Frankfurt – Dirigenten: Dennis Russell Davies und Nikolai Petersen; Regie: Dorothea Kirschbaum; mit männlichen Sängern, in russischer Sprache[12]
- 2019: Ural Oper Jekaterinburg – russische Erstaufführung; Dirigenten: Oliver von Dohnányi und Péter Eötvös; Inszenierung: Christopher Alden; mit Frauenstimmen[13]
- 2023: Theater Hagen – Dirigenten: Joseph Trafton und Taepyeong Kwak; Inszenierung: Friederike Blum; mit Frauenstimmen, in russischer Sprache[14]

Eine deutsche Übersetzung stammt von Alexander Nitzberg. Vom Komponisten wird inzwischen allerdings eindeutig die russische Originalsprache bevorzugt. Auf dem Titelblatt der Partiturfassung vom 13. Januar 2016 ist vermerkt, dass öffentliche Aufführungen ausschließlich in russischer Sprache erfolgen dürfen.

## Aufnahmen
- März 1998 – Kent Nagano (Dirigent), Orchestre de l'Opéra national de Lyon.
 Oleg Riabets (Irina), Vyacheslav Kagan-Paley (Mascha), Alain Aubin (Olga), Albert Schagidullin (Andrej), Gary Boyce (Natascha), Nikita Storojev (Kulygin), Jan Alofs (Anfisa), Dietrich Henschel (Tusenbach), Denis Sedov (Soljony), Wojciech Drabowicz (Werschinin), Peter Hall (Tschebutykin), Ivan Matiakh (Rodé), Marc Duguay (Fedotik).
 Live aus Lyon, Besetzung der Uraufführung, Höranleitung im Anhang.
 Auszeichnung u. a. mit dem Echo Klassik 2000 in der Kategorie „Welt-Ersteinspielung des Jahres“.
 DGG 459 694-2.[9]:4641
- 10. November 2001 – Kent Nagano und Péter Eötvös (Dirigent), Ushio Amagatsu (Inszenierung), Orchestre Philharmonique de Radio France.
 Oleg Riabets (Irina), Bejun Mehta (Mascha), Alain Aubin (Olga), Albert Schagidullin (Andrej), Gary Boyce (Natascha), Nikita Storojev (Kulygin), Jan Alofs (Anfisa), Gregor Dalal (Tusenbach), Denis Sedov (Soljony), Wojciech Drabowicz (Werschinin), Peter Hall (Tschebutykin), Alexei Grigorev (Rodé), Valery Serkin (Fedotik).
 Video; live aus dem Théâtre du Châtelet Paris.[9]:4642